# Buckelwiese westlich Schleching

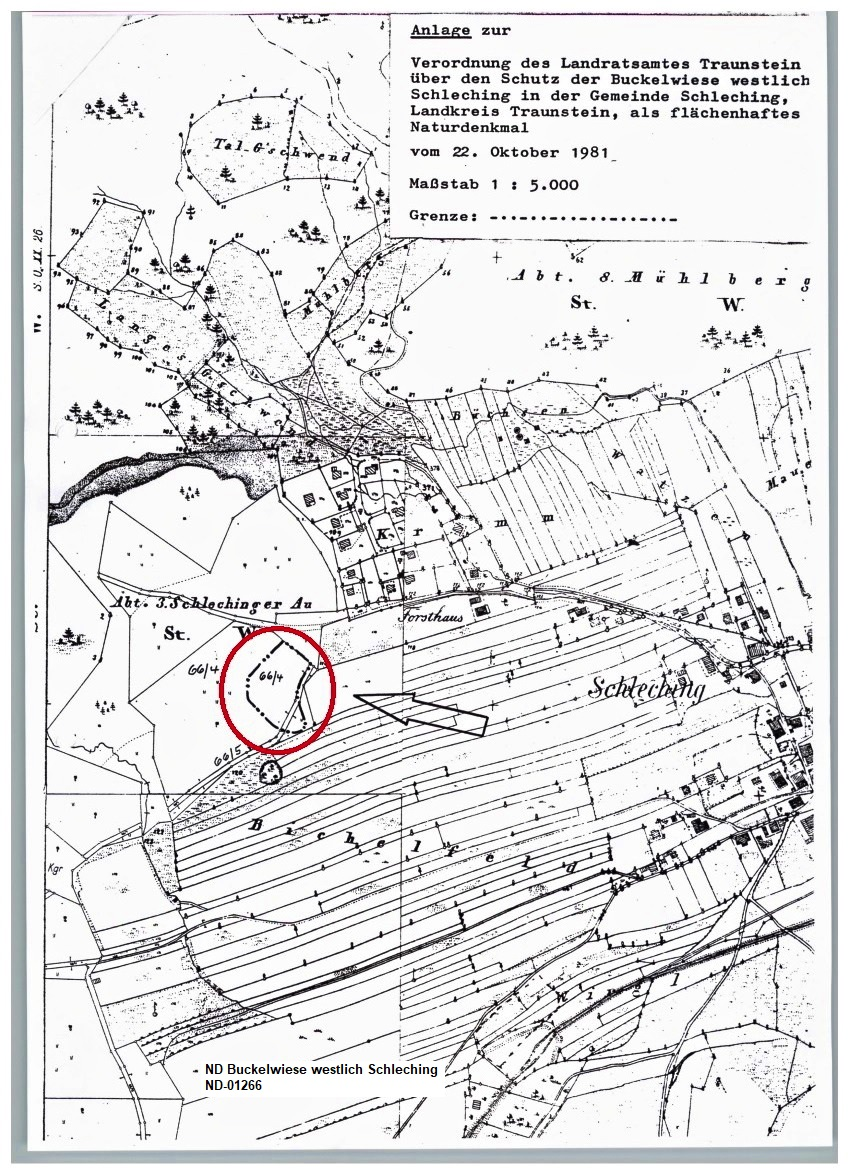
Lageplan Amtsblatt

Die Buckelwiese westlich Schleching in der Gemeinde Schleching ist ein 0,62 ha großes flächenhaftes Naturdenkmal im Landkreis Traunstein.
Es erhielt im Oktober 1981 durch Verordnung des Landratsamtes Traunstein den Schutzstatus und wird unter der Nummer ND-01266 gelistet.
Sie ist vom Bayerischen Landesamt für Umwelt (LfU) unter der Bezeichnung Buckelwiese und Dolinen bei Schleching als geowissenschaftlich bedeutendes Geotop (Geotop-Nummer: 189R012) ausgewiesen.

## Schutzzweck
Die Buckelwiese westlich Schleching ist als flächenhaftes Naturdenkmal zu schützen, da es sich hier qualitativ um einen hochwertigen Biotop handelt und seine Erhaltung wegen seiner herausragenden Eigenart und Seltenheit, seiner ökologischen, wissenschaftlichen, floristischen und faunistischen Bedeutung im öffentlichen Interesse liegt.

## Kurzbeschreibung des Geotops
Buckelwiesen stellen eine geomorphologische Besonderheit des Alpenraums dar. Sie entstanden während der letzten Eisrückzugsstadien der Würm-Kaltzeit im periglazialen Klimabereich. Das Naturdenkmal ist ein kleiner, nicht planierter Rest der früher im Achental vorhandenen Buckelwiesen.